# Atarba viridicolor
Atarba viridicolor är en tvåvingeart som beskrevs av Alexander 1922. Atarba viridicolor ingår i släktet Atarba och familjen småharkrankar. Inga underarter finns listade i Catalogue of Life.